# Аркар
Аркар (каз. Арқар) — село в Балхашском районе Алматинской области Казахстана. Входит в состав Караойского сельского округа. Код КАТО — 193657300.

## Население
В 1999 году население села составляло 88 человек (49 мужчин и 39 женщин). По данным переписи 2009 года, в селе проживало 116 человек (59 мужчин и 57 женщин).